# 레클링하우젠

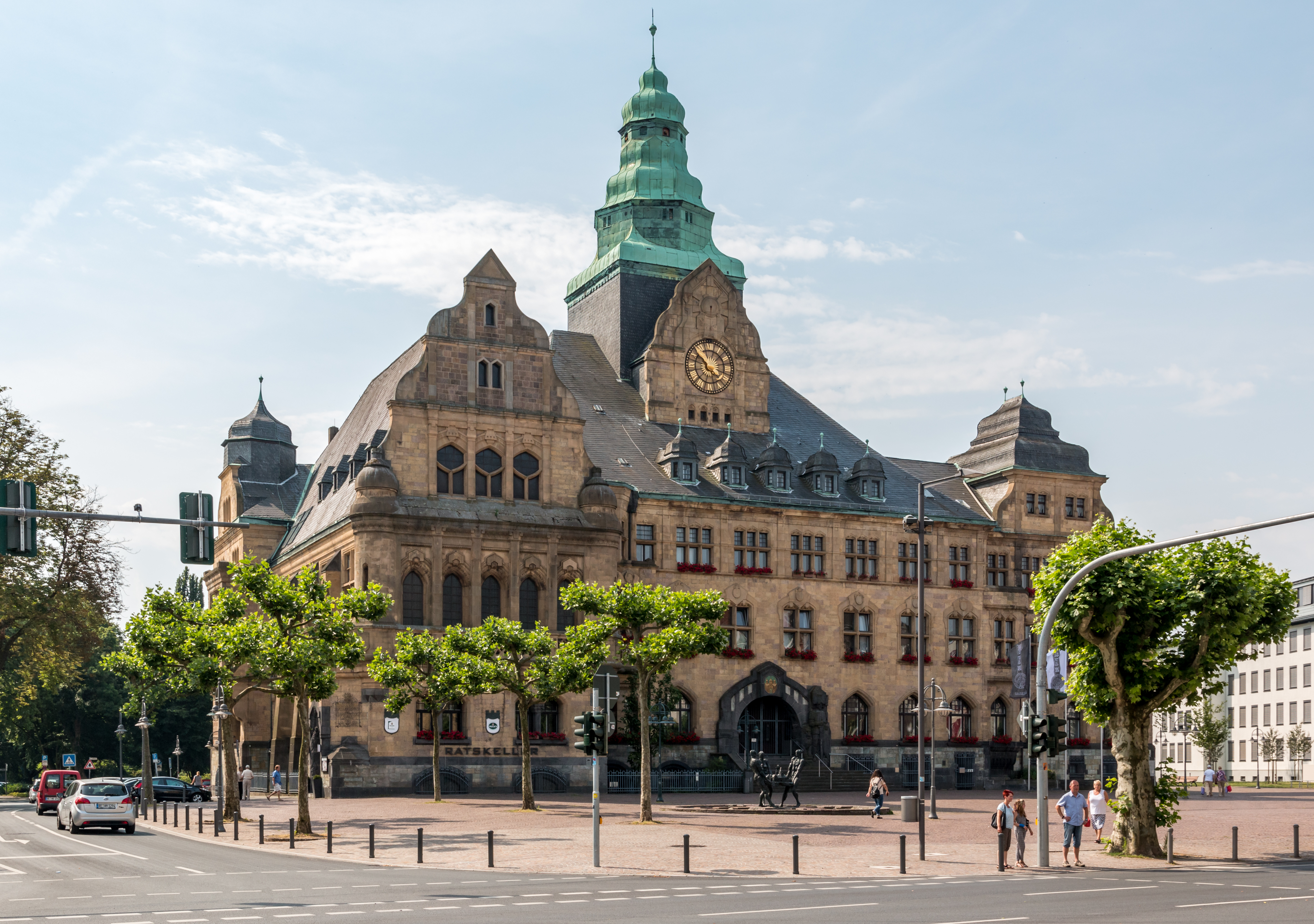

레클링하우젠(독일어: Recklinghausen)은 독일 서부 노르트라인베스트팔렌주에 있는 도시이다. 인구 119,050(2009).
루르 지방의 북쪽 끝, 헤르네 북쪽에 위치한다. 1017년 문헌에 처음 언급되었고, 12세기에 지역 중심지가 되었고, 1236년 도시 특권을 인정받았다. 그 후 쾰른의 지배를 받다가, 19세기에 프로이센의 영토가 되었다. 이후 산업이 크게 발달하여 루르 지방의 주요 공업도시가 되었고, 라인 헤르네 운하를 통해 수상 교통이 편리해졌다. 중세 시대에 건축된 성당과 성곽이 남아 있다. 매년 국제적인 종합 문화축제 루르페스트슈필레(Ruhrfestspiele)가 열린다.